# Château de Pomoriany
Le château de Pomoriany (ukrainien Поморя́нський за́мок, polonais Zamek w Pomorzanach) est une forteresse ukrainienne, sur la rive de la Zolota Lypa et dans la ville moderne de Pomoriany.

## Historique
La première mention, en 1462, le reliait à la famille Kerdei de russie, voïvode de Podilsk. En 1620 le village de Pomeriany passait dans les mains de la famille Sobieski. Le château après avoir été ruiné par les  Cosaques puis les Turcs en 1675 puis 1684 fut relevé par Jean III Sobieski. En 1789, Erasm Pruszyński, modifiait le château qui était tombé en déshérence depuis longtemps. En 1939 la famille Potocki habitait le château avant que celui-ci ne soit abandonné en 1970. Il est à ce jour en ruines.

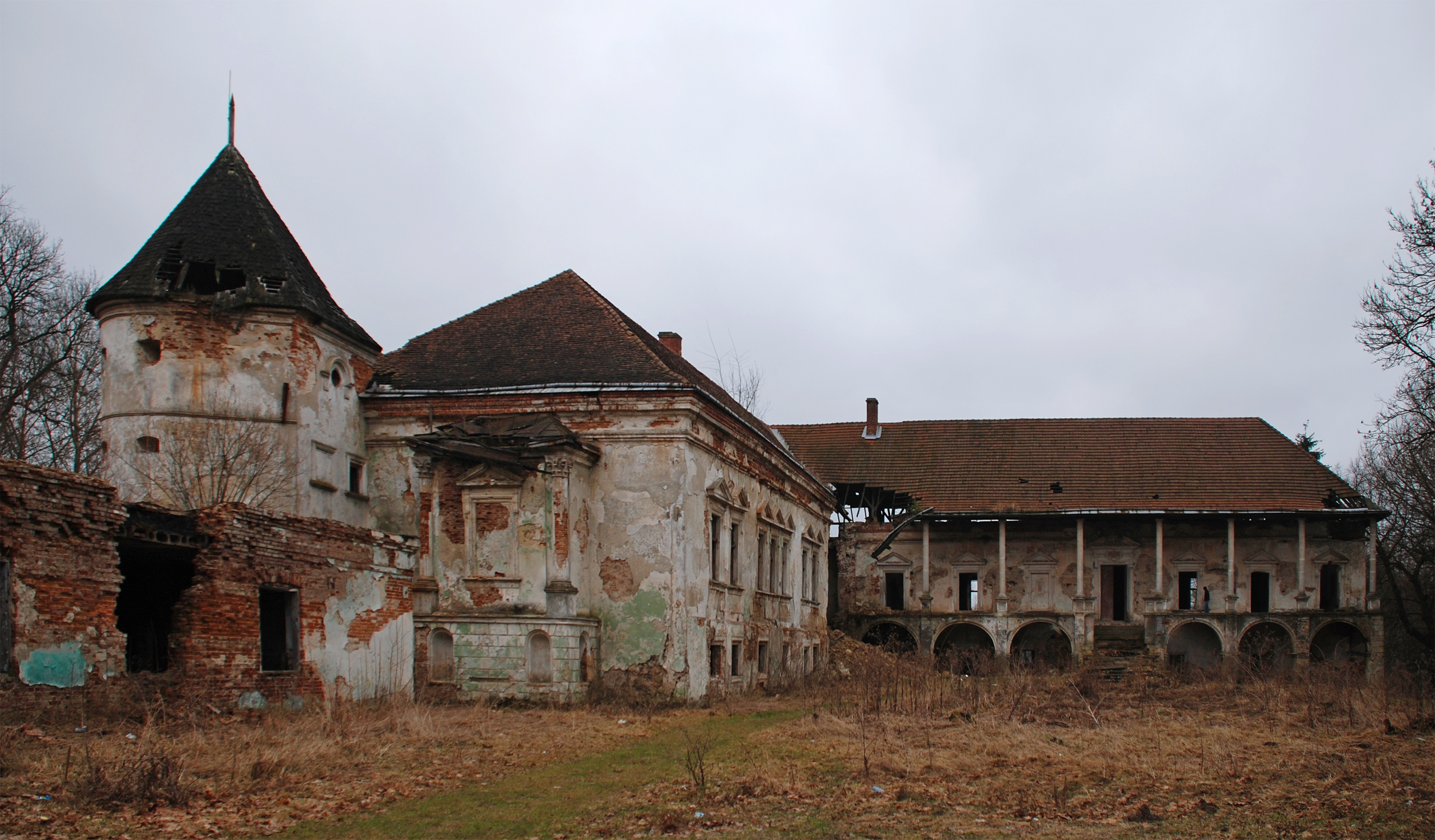
Vue depuis la cour
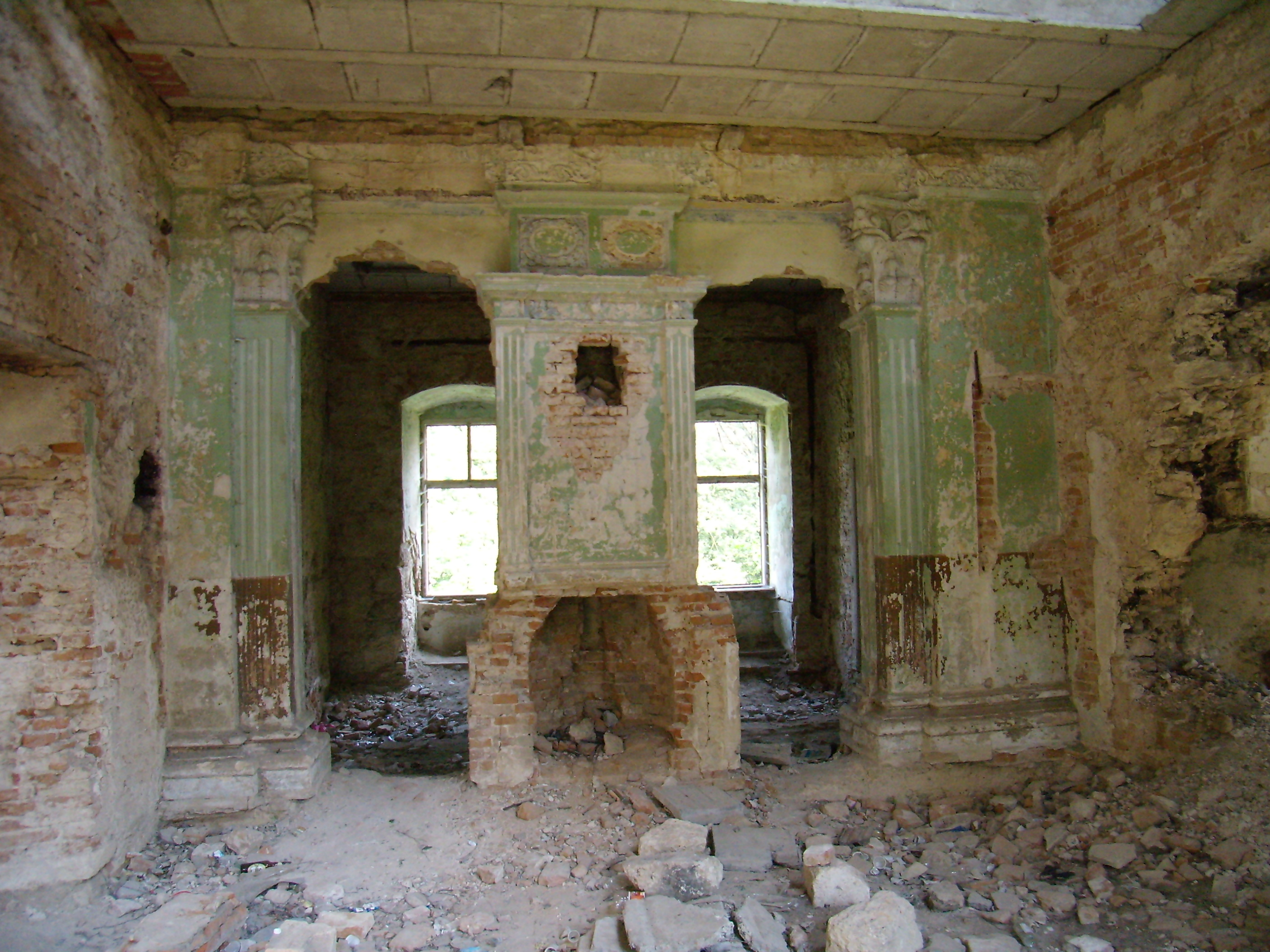
Cheminée
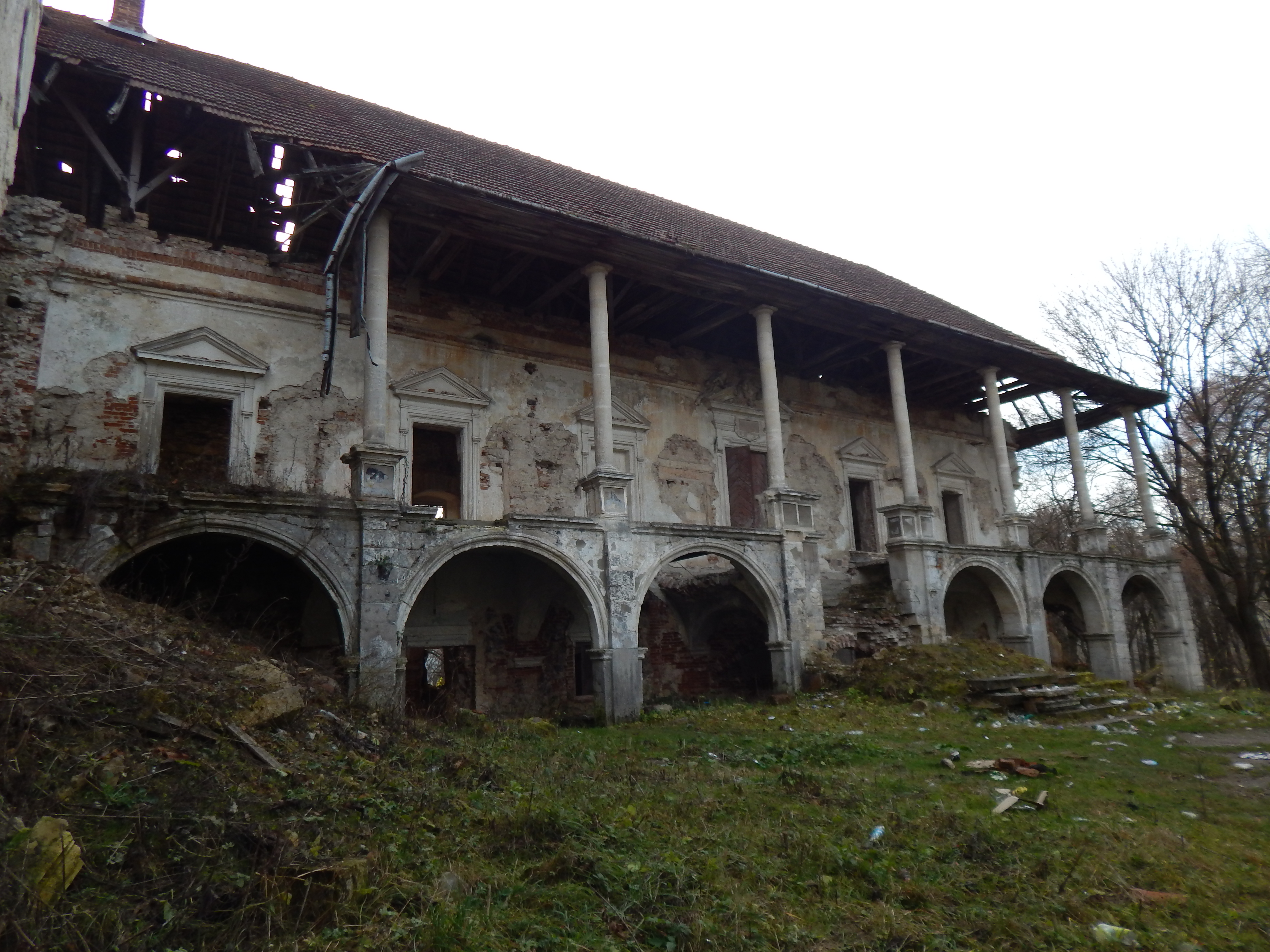
Galerie couverte et colonnes
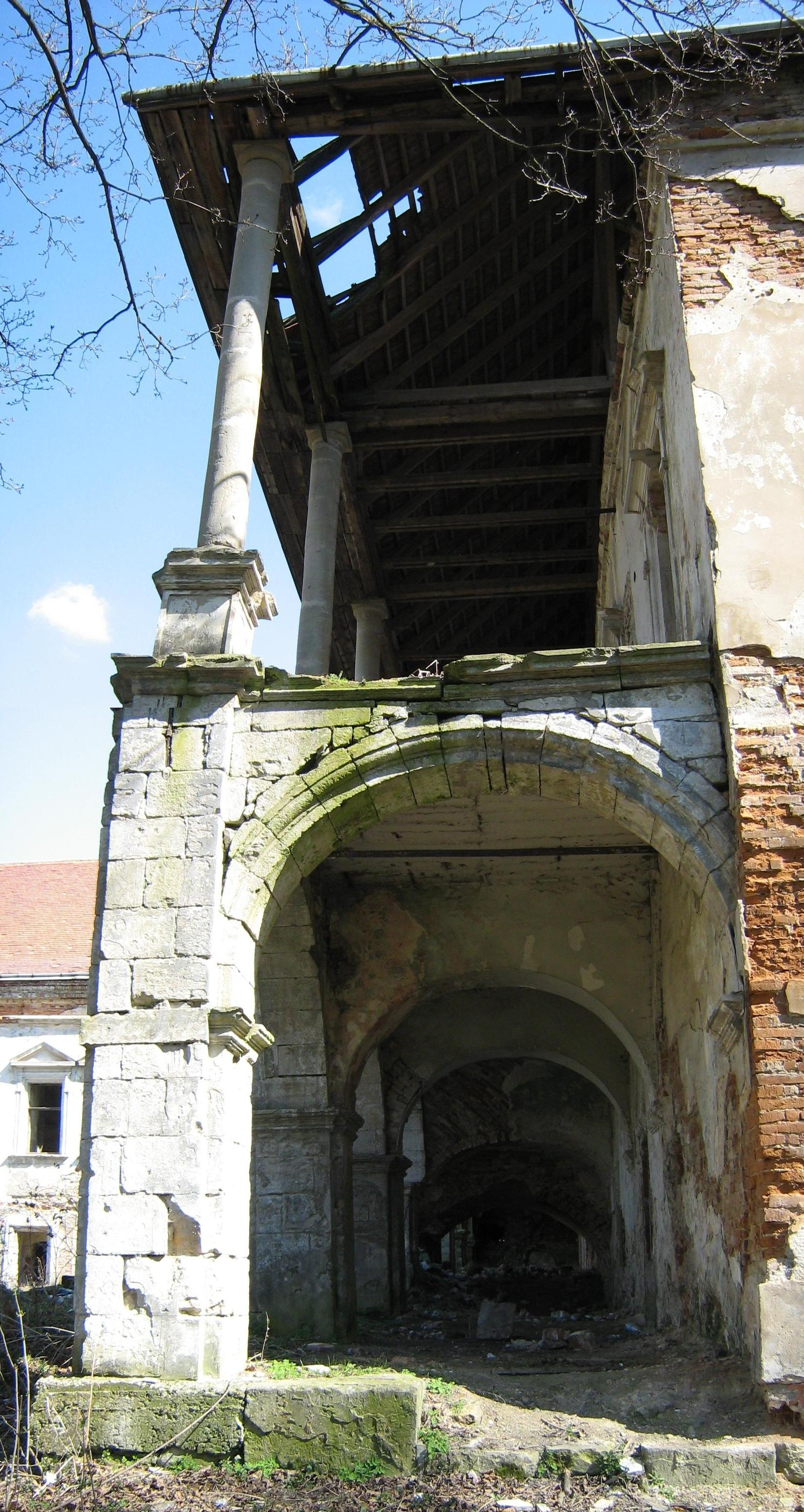
Galerie couverte et colonnes
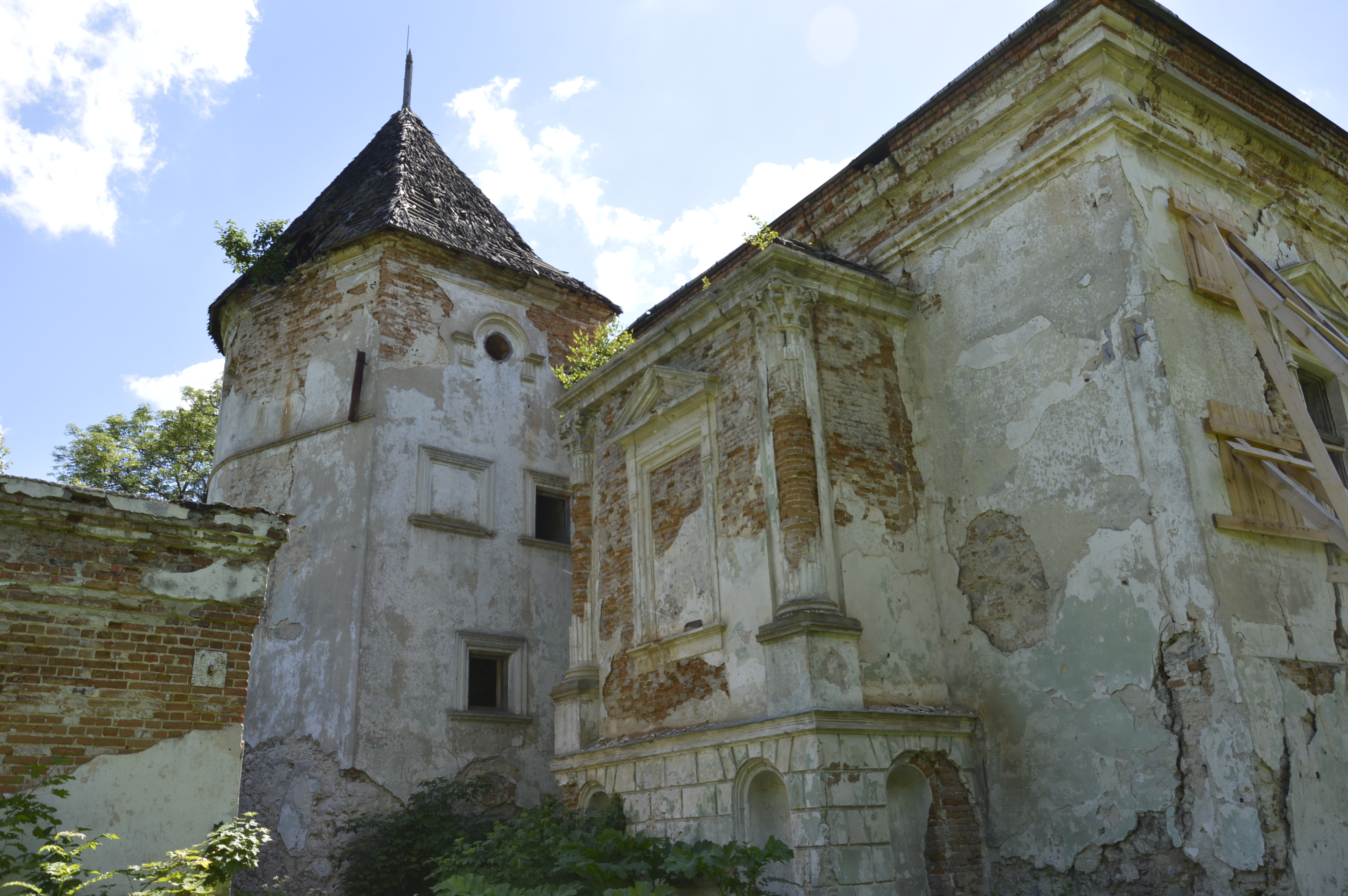
Détail de la tour
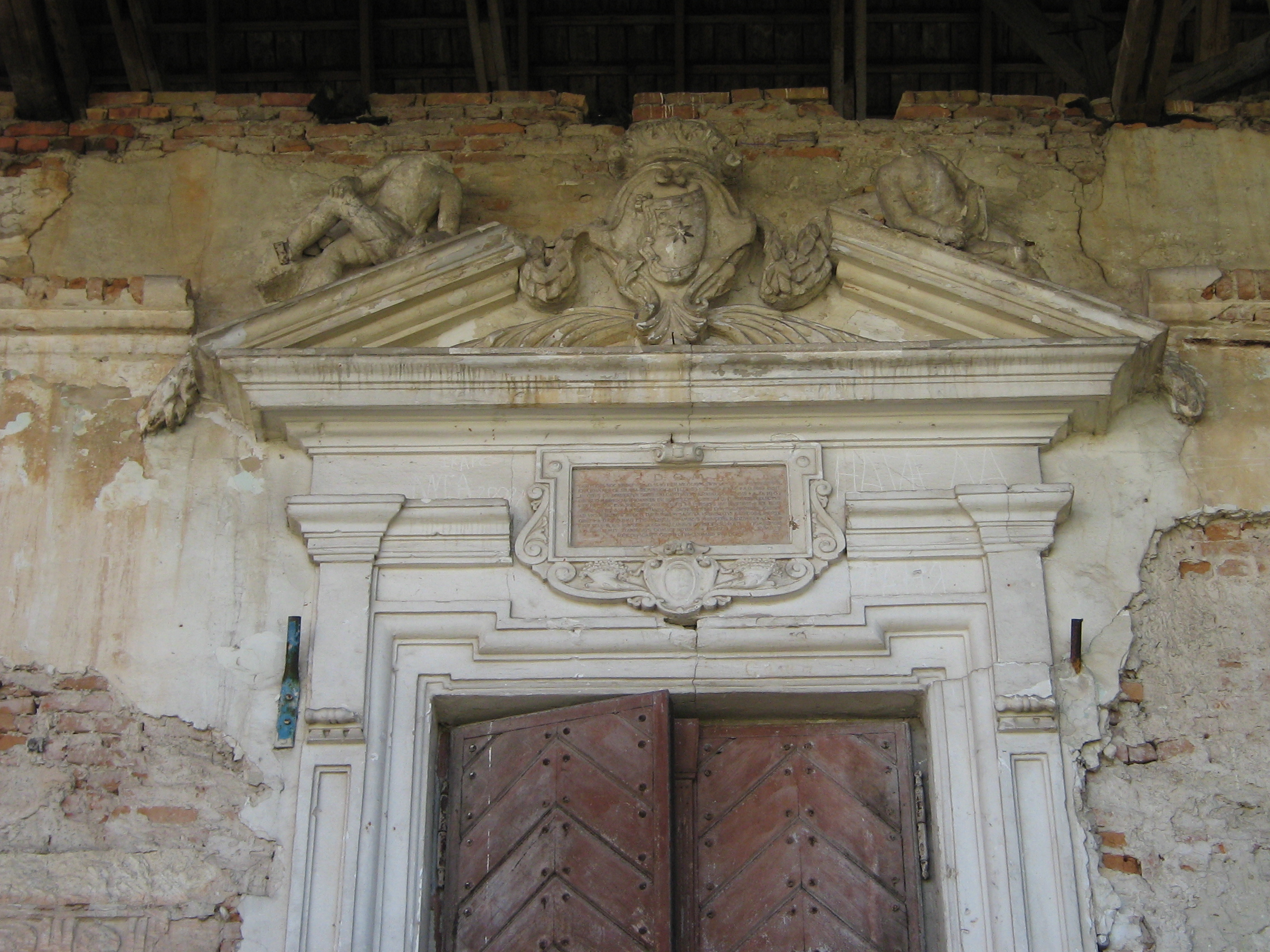
Détail de la façade

### Le parc
Le parc du XXIe siècle d'une superficie de 7 hectares est classé depuis le 9 octobre 1984.

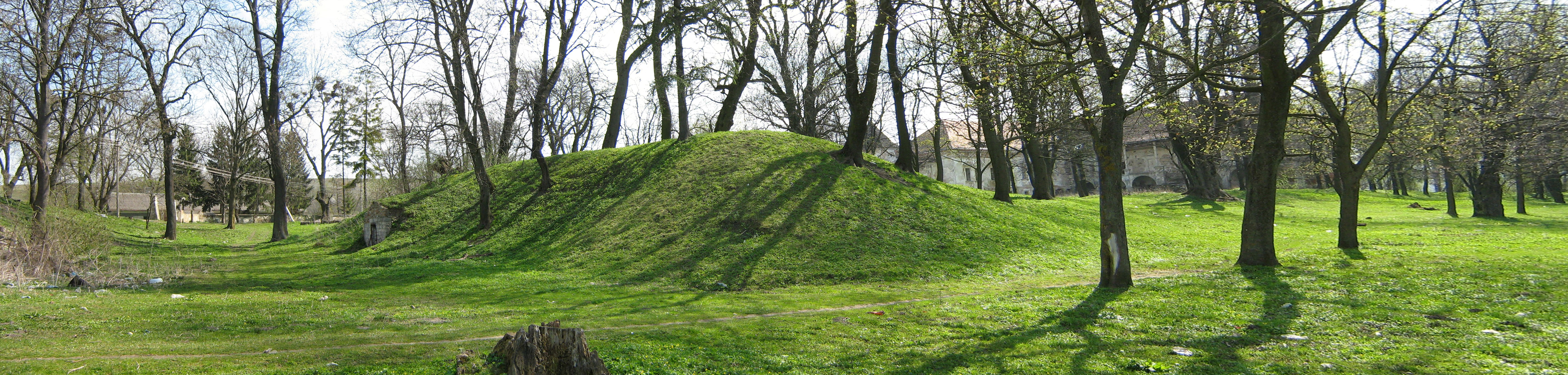
Le parc
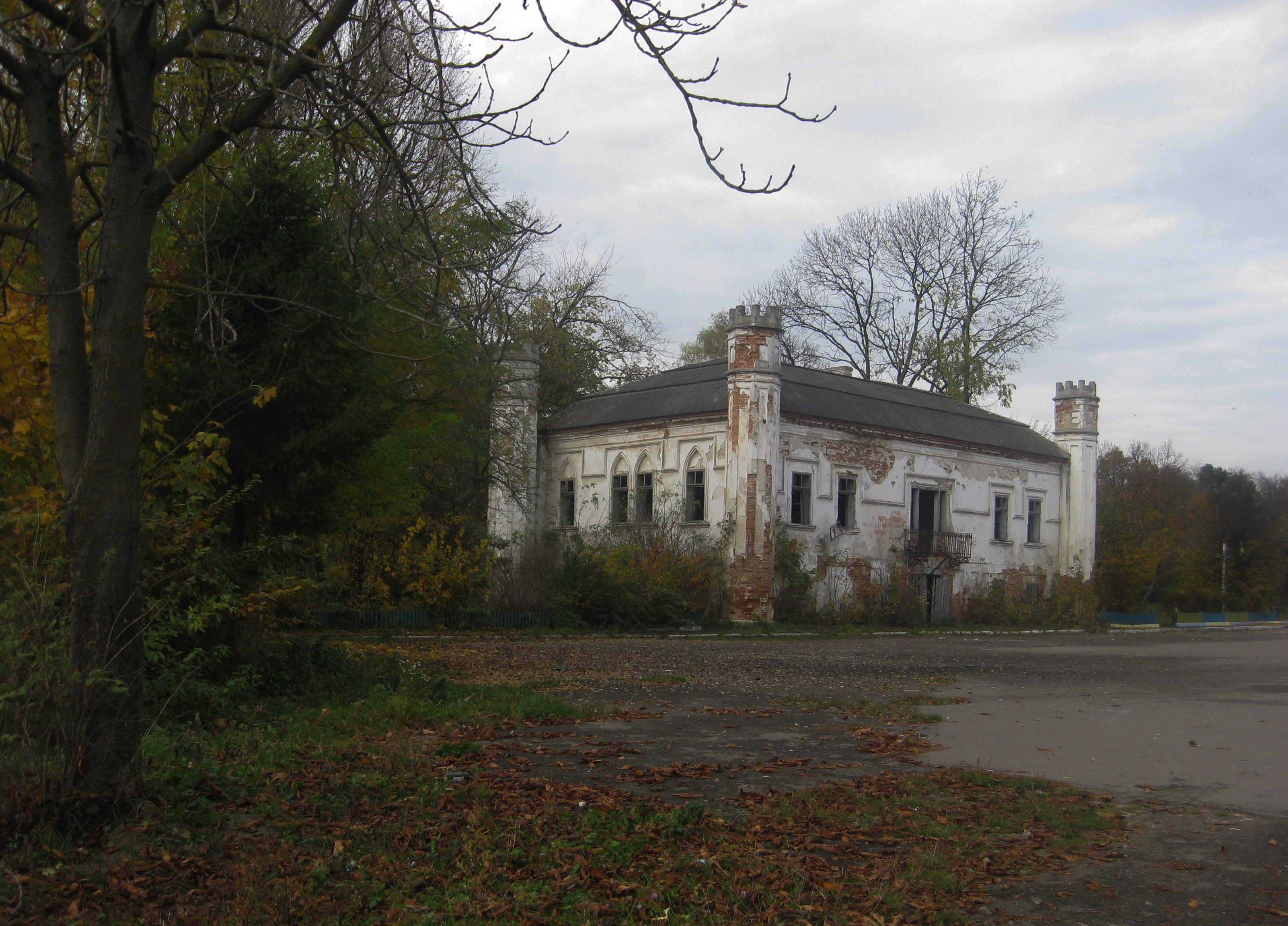
et un bâtiment.

## Châteaux proches
- la forteresse de Kamianets ;
- le château de Kudryntsi ;
- le château de Sydoriv ;
- le château de Medjybij.

## Compléments
- Château de Pomoriany sur Commons